# Underclocking
L'underclocking è la modifica dei parametri di funzionamento di un componente elettronico per farlo funzionare ad una frequenza minore rispetto a quella nominale. Spesso utilizzato per i microprocessori si applica anche a memorie, alimentatori ed altri dispositivi elettronici.

## Obiettivi
Gli obiettivi principali sono:
- diminuire il consumo di energia elettrica e indirettamente anche l'inquinamento
- diminuire il calore dissipato
- diminuire la rumorosità dell'eventuale ventola
- scoprire i limiti del componente
- tropicalizzare il componente

## Procedura
Raccogliere informazioni sul proprio hardware in modo da conoscere i limiti entro cui è possibile operare. I maggiori risultati si possono ottenere con processori dal moltiplicatore sbloccato. Si inizi col diminuire dal BIOS la frequenza operativa del FSB, salvate le impostazioni, si riavvii il personal computer e se ne testi la stabilità. Se il personal computer funziona senza alcun problema allora è possibile ripetere la procedura diminuendo la tensione di alimentazione del processore solitamente indicata dalla sigla Vcore. Va precisato che in linea di principio sarebbe opportuno diminuire sempre prima il Vcore rispetto agli altri parametri perché diminuendo FSB e moltiplicatore e lasciando il Vcore al valore nominale, funzionando il processore a una frequenza inferiore, si determina una situazione di relativa sovratensione che però non è dannosa per brevi periodi. Si diminuisca la tensione, il FSB, e il moltiplicatore finché il sistema diventa instabile o non riesce più a fare il boot. In quest'ultimo caso basta ripristinare i valori di default della scheda madre individuando nel manuale la procedura di reset.

### Tensione
La modifica che permette di raggiungere i maggiori risultati in fatto di consumi è la diminuzione della tensione di alimentazione del microprocessore. Il calore dissipato e il consumo variano in modo direttamente proporzionale al quadrato della tensione.

### Moltiplicatore
Diminuendo il moltiplicatore si diminuisce la frequenza di funzionamento del processore e quindi risulta possibile diminuire ulteriormente la tensione che rimane il parametro più importante su cui agire.

### Front Side Bus (FSB)
Come per il moltiplicatore, anche se con margini di intervento più ristretti, la diminuzione del FSB porta il processore a una frequenza di funzionamento inferiore che determina quindi una minore richiesta di energia per mantenere attiva l'operatività.

### Dissipazione
Se l'underclock è considerevole, la diminuzione dell'energia dissipata dal processore permette di asportare o spegnere la ventola del microprocessore, realizzando così un sistema a dissipazione passiva che risulta molto silenzioso e più economico nei consumi.

## Consumi
Intervenendo su tutti e tre i fattori (Vcore, FSB e moltiplicatore) si arriva facilmente a una richiesta di energia da parte del processore frazionata rispetto a quella nominale (circa da 1/2 a 1/5)

## Tecnologie di riferimento
L'introduzione da parte di AMD della tecnologia Cool and Quiet ha reso in gran parte obsoleto l'underclocking: Intel ha invece introdotto analoghe tecnologie con il nome SpeedStep sui processori destinati al mercato mobile, processori che solitamente si accompagnano all'architettura Centrino. Alcuni prodotti di punta di Intel prevedono l'utilizzo di tecnologie Ultra Low Voltage 1.004 V a basse frequenze 1100 MHz che permettono di ridurre fino a 9 W la potenza massima.
Una nota particolare anche riguardo ai prodotti EPIA di Via Technologies: queste motherboard incorporano nativamente processori dai consumi estremamente ridotti, progettati per operare con dissipazione passiva (senza cioè l'utilizzo di ventole).